# Probopyria alphei
Probopyria alphei är en kräftdjursart som först beskrevs av Richardson1900.  Probopyria alphei ingår i släktet Probopyria och familjen Bopyridae.
Artens utbredningsområde är Mexikanska golfen. Inga underarter finns listade i Catalogue of Life.